# Moon Zappa
Moon Unit Zappa (New York, 28 september 1967) is een Amerikaans actrice en schrijfster. Zij is de oudste dochter van Frank Zappa en Gail Sloatman.
Ze noemt zich nu Moon en heeft weleens verklaard nooit blij te zijn geweest met haar voornaam en al evenmin met haar vrije opvoeding. Haar vader vroeg haar toen ze twaalf jaar was of ze al toe was aan een spiraaltje. Behalve door haar aparte voornaam kreeg ze publieke bekendheid op haar veertiende toen ze te horen was op haar vaders nummer Valley Girl.
Ze heeft gewerkt als stand-up comédienne, schrijfster en actrice. Ze was getrouwd met Paul Doucette, de drummer van matchbox Twenty. Ze hebben samen een dochter.